# Schlossplatz (Wiesbaden)

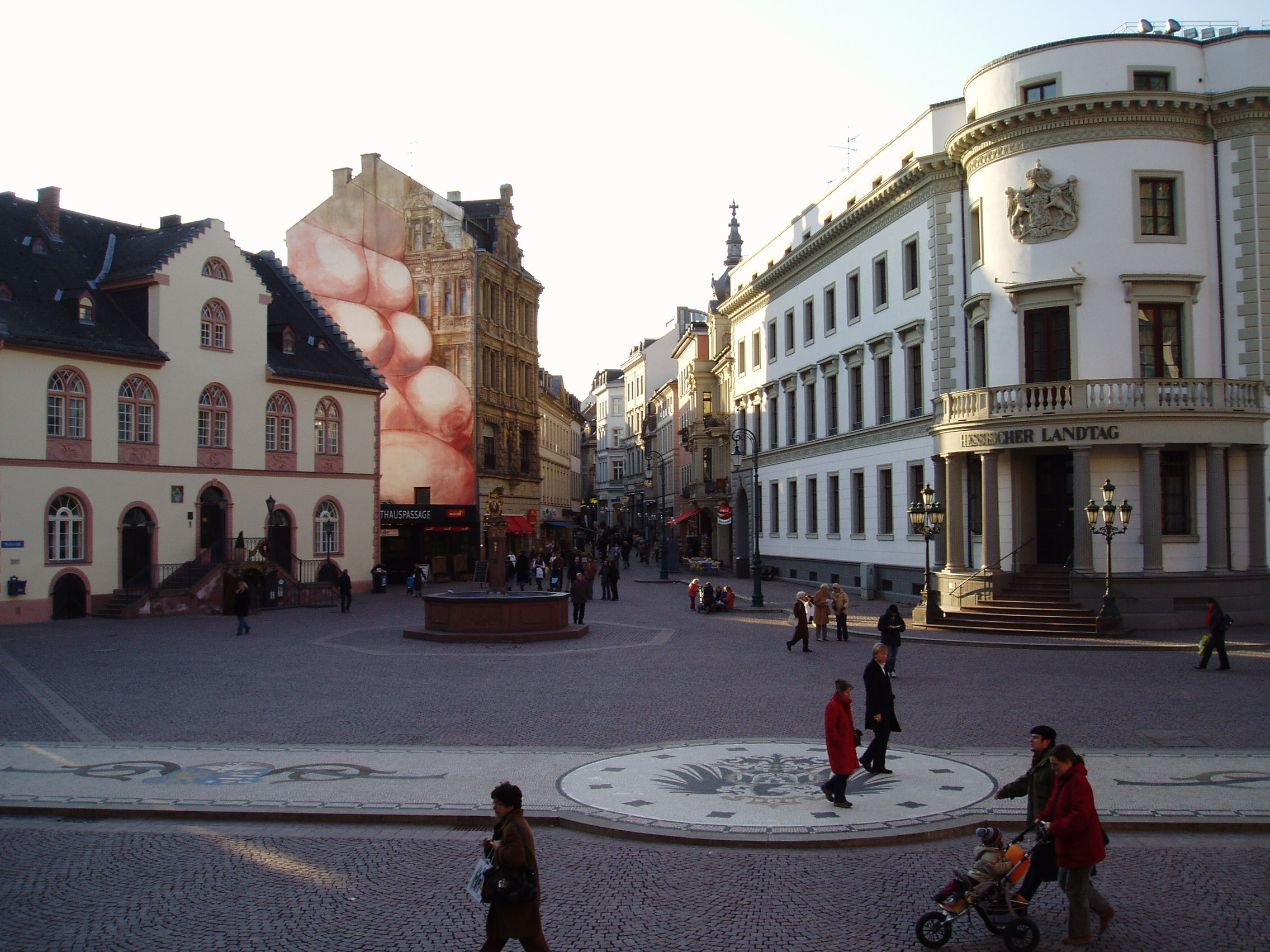
Der Schlossplatz in Wiesbaden von den Stufen des Neuen Rathauses mit Blick in die Marktstraße: links das Alte Rathaus, rechts das Stadtschloss, dazwischen der Marktbrunnen

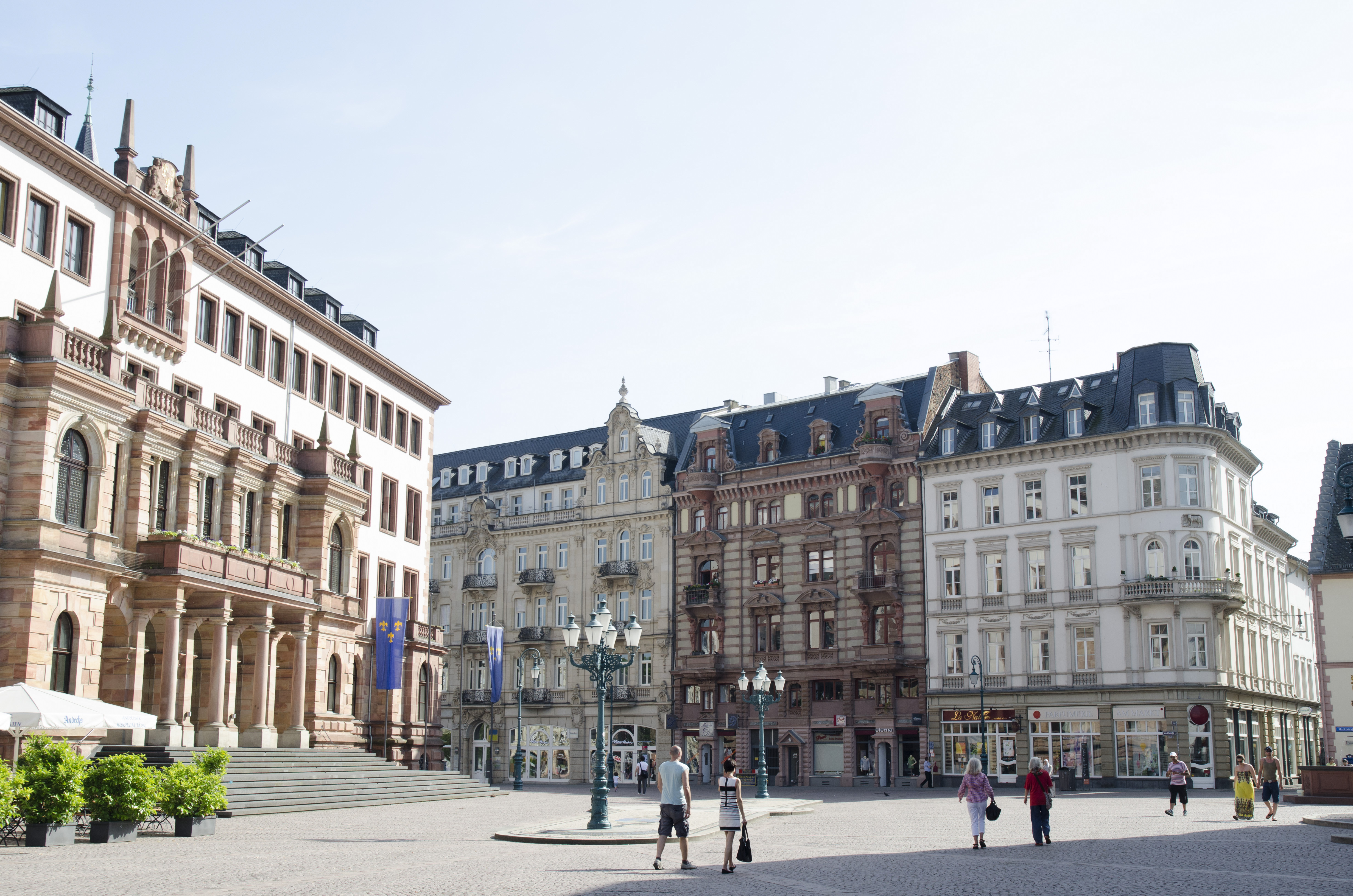
Schlossplatz und Neues Rathaus

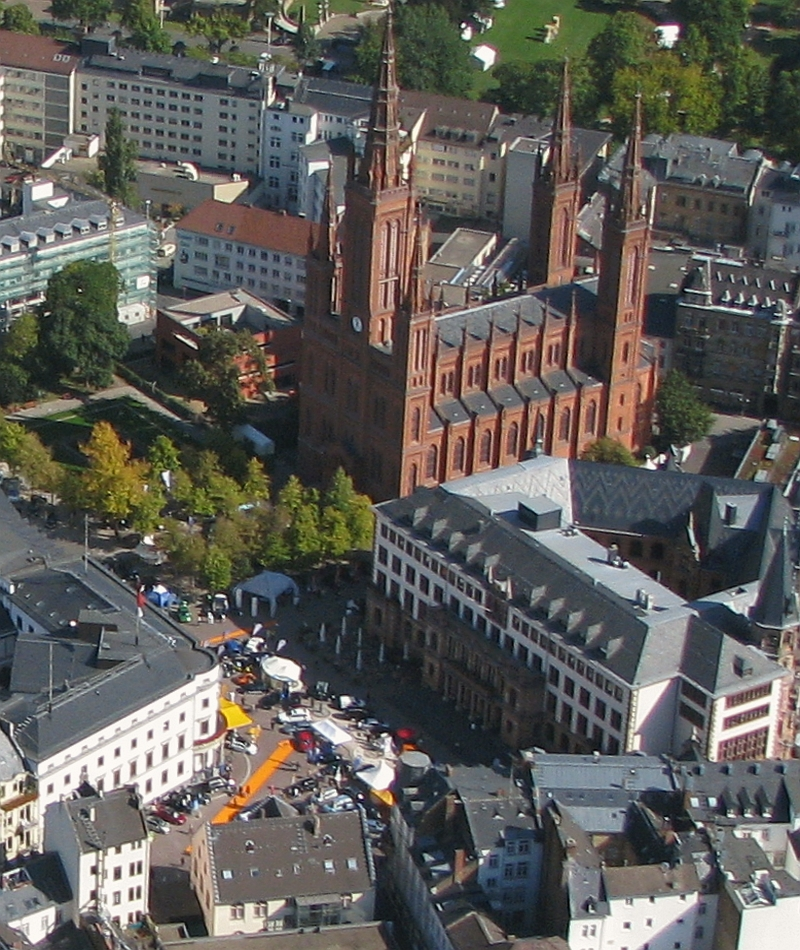
Luftbild Schlossplatz: Stadtschloss links, neues Rathaus rechts, Marktkirche hinten

Der Schlossplatz bildet den Mittelpunkt der historischen Altstadt innerhalb des Historischen Fünfecks der hessischen Landeshauptstadt Wiesbaden. Er wird umgeben vom ehemaligen Stadtschloss der Nassauischen Herzöge, dem Alten Rathaus, dem Neuen Rathaus und der Marktkirche. In seiner Mitte steht der Marktbrunnen von 1753. Aufgrund dieses einmaligen Gebäudeensembles und der Tatsache, dass sich an dieser Stelle die Keimzelle des mittelalterlichen Wiesbaden befand, ist der Platz der historisch bedeutsamste der Stadt.
Früher trug er den Namen Markt bzw. Marktplatz und wird auch heute noch gelegentlich so bezeichnet, auch der Marktbrunnen steht noch in der Mitte des Platzes. Der Marktplatz mit der Marktsäule befindet sich aber seit 1902 oberhalb des Marktkellers hinter dem Neuen Rathaus und der Marktkirche auf dem Dern’schen Gelände. Am 31. März 1933, einen Tag nach der Machtergreifung, beschloss das Stadtparlament, den Platz in Adolf-Hitler-Platz umzubenennen.

## Gebäude

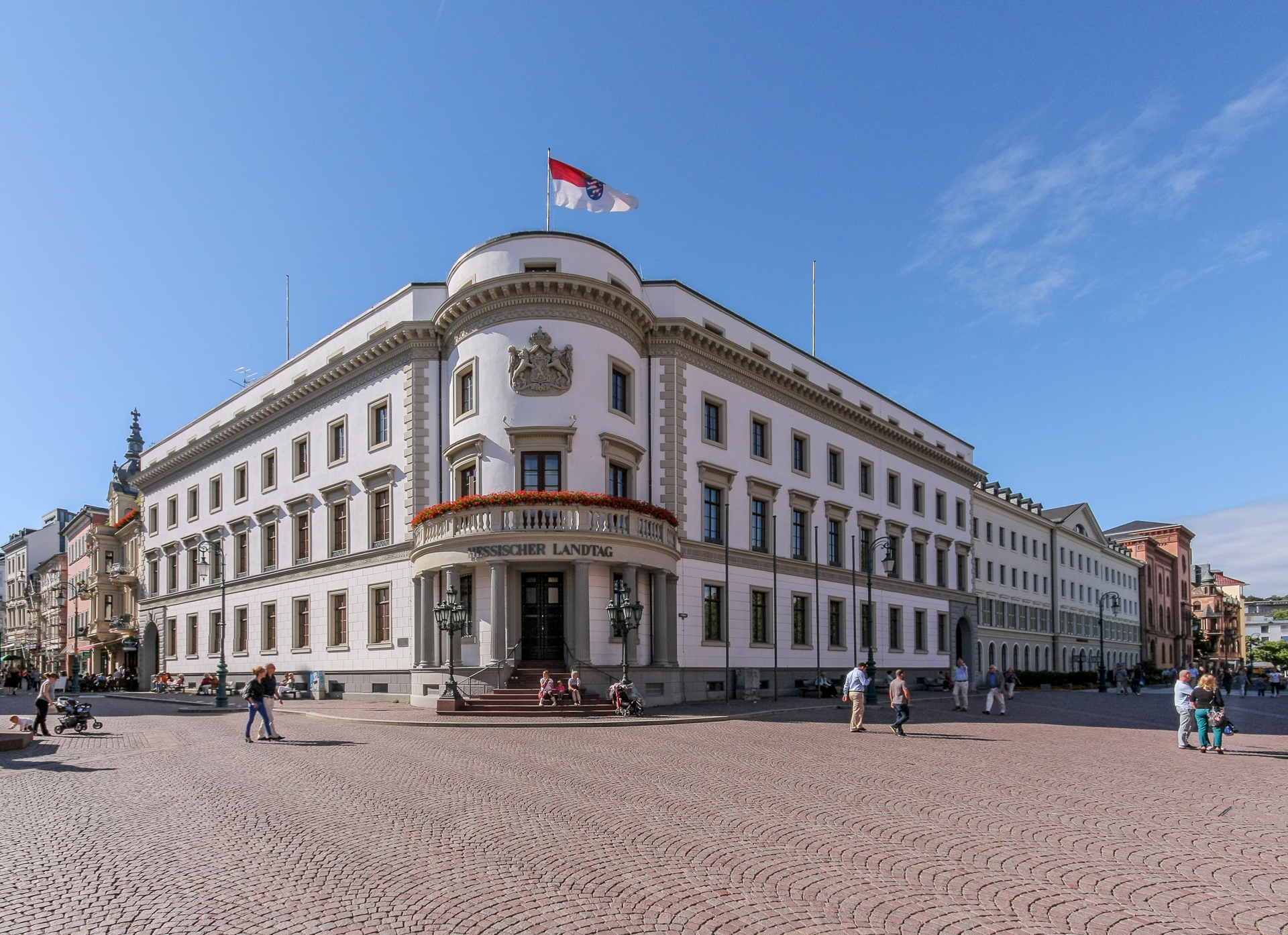
Der Schlossplatz mit Stadtschloss, Kavaliershaus und Wilhelmbau

Der Schlossplatz wird fast ausnahmslos von historischen Gebäuden umgeben. Diese sollen nachfolgend im Uhrzeigersinn vorgestellt werden:

### Stadtschloss
Die Nordseite des Platzes dominiert das ehemalige Stadtschloss der Nassauischen Herzöge, dessen erhaltene historische Innenräume im Kontrast zu seinem schlichten Äußeren stehen. Es entstand zwischen 1837 und 1841 nach Plänen des Architekten Georg Moller. Während Wiesbadens Zeit als Weltkurstadt nutzte Kaiser Wilhelm II. das Stadtschloss bei seinen zahlreichen Aufenthalten als Wohnsitz. Seit 1946 ist hier der Hessische Landtag untergebracht. Der Plenarsaal aus den 1960er Jahren im Innenhof wurde 2004 abgerissen, bevor 2008 an gleicher Stelle der Neubau des Plenarsaals eingeweiht wurde.

### Kaiser-Wilhelms-Heilanstalt und Kavaliershaus
Beide Gebäude schließen sich an den rechten Flügel des Schlosses an und gehören heute zum Schlosskomplex mit dem Hessischen Landtag. Die Gebäude wurden während des Zweiten Weltkrieges stark beschädigt, nur die Fassaden konnten wieder originalgetreu hergestellt werden. Das Kavaliershaus wurde nach dem Krieg an die Höhe des Stadtschlosses angeglichen und erhielt eine weitere Etage.
Die Kaiser-Wilhelms-Heilanstalt, heute nur Wilhelmsbau genannt, wurde 1868 bis 1871 als Militärhospital errichtet. Markant ist die überlebensgroße Büste Kaiser Wilhelms I. in der rot verputzten Fassade.

### Höhere Töchterschule (im Zweiten Weltkrieg zerstört)

Höhere Töchterschule und Marktkirche, um 1912

Den östlichen rechtwinkligen Abschluss des Schlossplatzes bildete die ab April 1898 vom Wiesbadener Stadtbaumeister Felix Genzmer erbaute Höhere Töchterschule. Sie wurde an Ostern 1902 eingeweiht.
Die Schule galt als herausragendes Baudenkmal des Späthistorismus und – neben dem Foyer des Hessischen Staatstheaters – als größtes Werk seines Baumeisters. Ihr neogotischer Stil zitierte sehr eindrucksvoll das gotische Rathaus von Bremen und das Rathaus von Brüssel. Das Gebäude ersetzte einen heruntergekommenen Vorgängerbau und vollendete mit seinen im rechten Winkel zueinander angeordneten Flügeln die rechteckige Form des östlichen Schlossplatzes.
Das Schulgebäude wurde im Zweiten Weltkrieg zerstört und danach nicht wieder aufgebaut. An seiner Stelle befindet sich heute eine Grünanlage, davon in dem Bereich, den die beiden ehemaligen Gebäudeflügel umschlossen, ein Rosengarten. Neben der Marktkirche entstand 2005 ein Neubau eines evangelischen Kindergartens, der einen Vorgängerbau ersetzte.

### Marktkirche

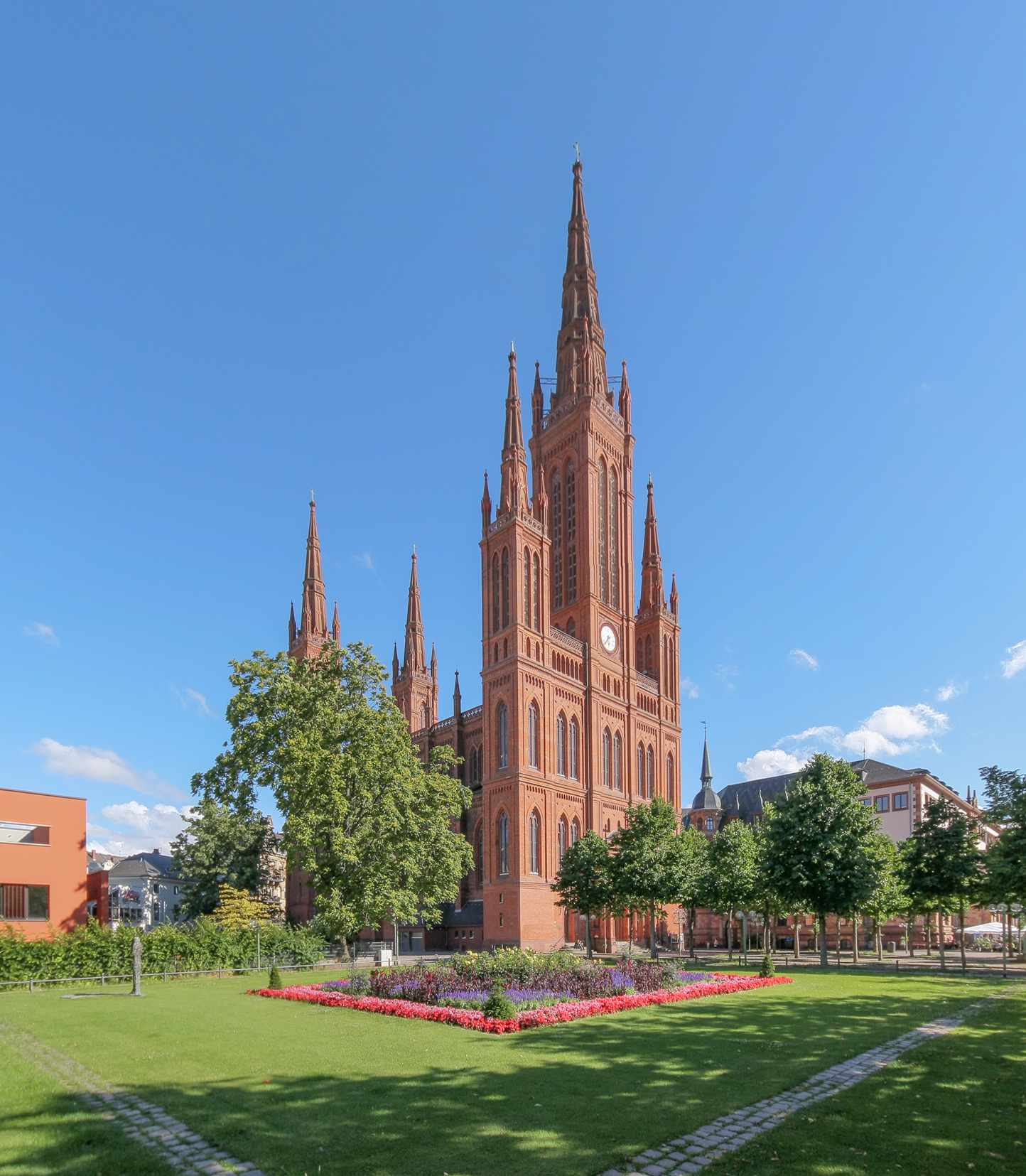
Die fünftürmige Marktkirche am Schlossplatz

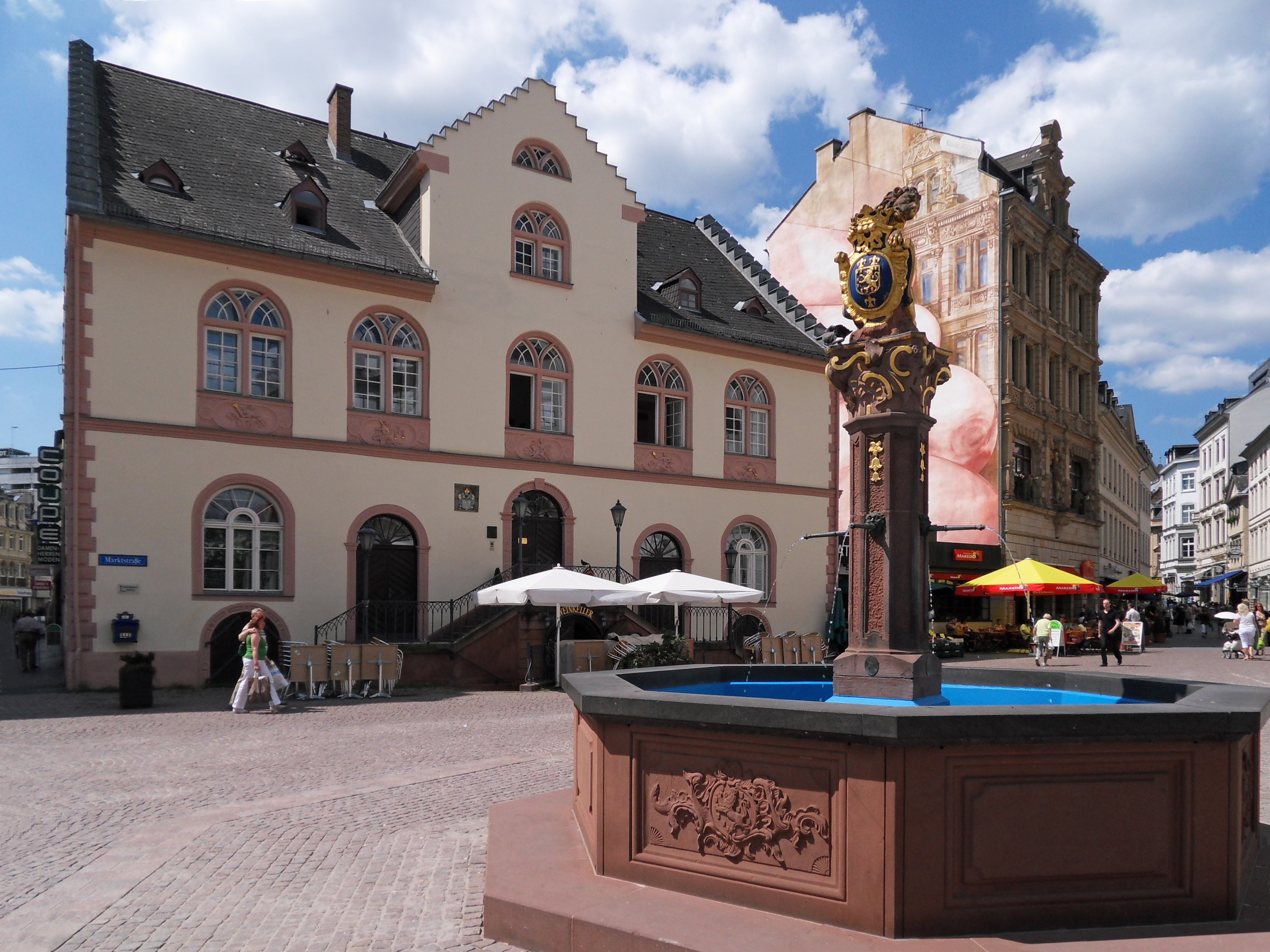
Marktbrunnen von 1753 vor dem Alten Rathaus von 1610

Die 1853 bis 1862 von Carl Boos erbaute evangelische Marktkirche mit ihren 5 Türmen, von denen der 98 m hohe Hauptturm das höchste Gebäude der Stadt ist, wurde als Nassauer Landesdom nach dem Vorbild von Schinkels Friedrichswerderscher Kirche in Berlin als größter Backsteinbau Nassaus erbaut.

### Neues Rathaus
Auf der Südseite des Schlossplatzes, gegenüber dem Schloss, steht das 1884 bis 1887 von Georg von Hauberisser erbaute Neue Rathaus. Das Gebäude wurde im Zweiten Weltkrieg beschädigt und in vereinfachter Form wiederhergestellt. Auf den einst imposanten Hauptgiebel aus rotem Sandstein, der etwa die Breite des Balkons über dem Eingang hatte, wurde dabei verzichtet.

### Altes Rathaus
Das Alte Rathaus (Marktstraße 16) an der Westseite des Platzes ist zugleich das älteste Gebäude der Stadt und wurde zwischen 1609 und 1610 als Renaissancebau mit massivem Erdgeschoss und farbigem Fachwerkobergeschoss mit Erkern und hohen Giebeln gebaut. 1828 wurde alles Fachwerk durch Steinmauerwerk ersetzt. Heute wird das alte Rathaus als Standesamt genutzt.

## Platzgestaltung
Der Schlossplatz ist zweigeteilt. Der westliche Teil – der Schlossplatz im engeren Sinne – wurde 2004 nach historischem Vorbild mit seinem Kopfsteinpflaster, den Borden und den Kandelabern wieder hergerichtet.
Der östliche Teil ist zum Teil begrünt. Dazu gehört der baumbestandene Platz direkt vor der Marktkirche mit einem Denkmal von Herzog Wilhelm von Oranien-Nassau, dem Begründer der Niederlande, sowie ganz im Osten der Rosengarten.

### Mosaik

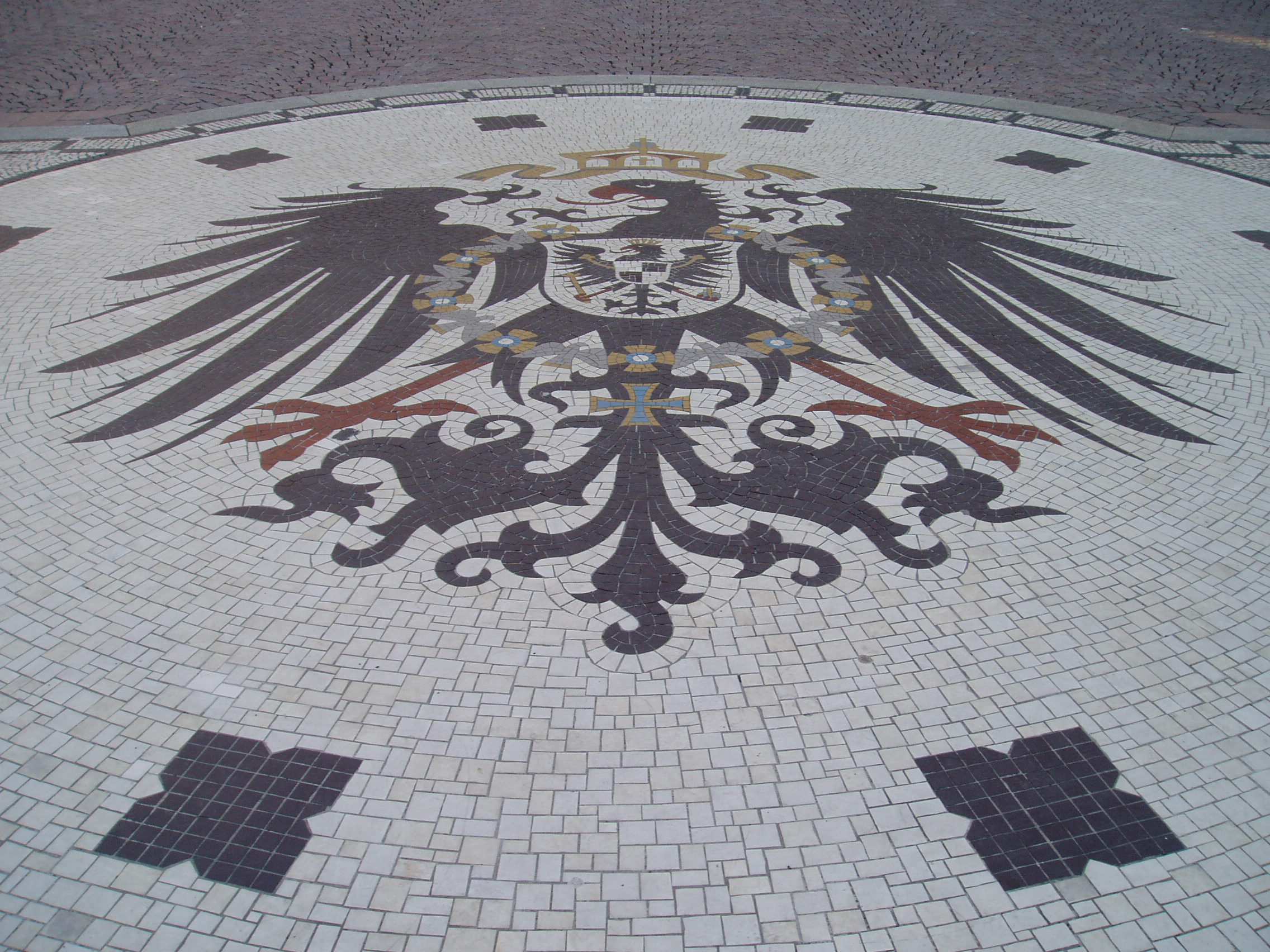
Das Mosaik vor dem Neuen Rathaus zeigt den Reichsadler

Vor dem Neuen Rathaus ist auf einer auf das Jahr 1905 zurückgehenden historischen Verkehrsinsel ein Mosaik angebracht, welches den kaiserlichen Reichsadler mit dem schwarz-weiß quadrierten Wappenschild auf der Brust zeigt, flankiert vom Provinzialwappen von Hessen-Nassau und vom Wiesbadener Stadtwappen. Das Provinzialwappen geht zurück auf das Jahr 1866, als Nassau von Preußen annektiert wurde. Es zeigt den kurhessischen Löwen, den nassauischen Löwen und das weiße Adlerwappen Frankfurts. Die erklärenden Hinweistafeln der Wappeninsel beschreiben das zentrale Wappen als preußisch, das Provinzialwappen als nassauisch.
Die Verkehrsinsel wurde zusammen mit dem übrigen Platz 2004 wieder hergerichtet. Speziell für das Mosaik wurden Spenden gesammelt; die Spendernamen sind in den Steinen um das Mosaik verewigt.

### Marktbrunnen
Zwischen Altem Rathaus und Stadtschloss steht seit 1753 der Marktbrunnen. Das achteckige Becken aus rotem Mainsandstein ist mit Reliefs verziert. Den achteckigen Brunnenstock bekrönt ein goldener nassauischen Löwe. Aufgerichtet hält er mit seinen vorderen Pranken ein ovales Schild mit einer Goldkrone. Das Schild zeigt das Wappen von Wiesbaden: drei goldene Lilien auf blauem Grund. Der Brustschild des Löwen zeigt das Wappen des Hauses Nassau.
Das Wasser wird über Leitungen zugeführt, da es in der „Engeren Stadt“ keine Süßwasserquellen gibt.
Noch um 1800 reinigten Mägde große Gefäße und dergleichen im Brunnen oder putzten Gemüse und Salat, wo doch hier Trinkwasser geholt wurde. Erst eine Verordnung verbot die Verunreinigungen.
1901 wurde der Brunnen versetzt, 1981 erfolgte eine Rekonstruktion des Beckens mit einem härteren Sandstein. 2016 wurde der Löwe neu vergoldet.

### Der Schweiger
Im Jahr 1908 wurde das Denkmal Der Schweiger vor der Marktkirche eingeweiht. Es stellt Wilhelm von Nassau-Dillenburg „der Schweiger“ dar, war ein Geschenk des Kaisers Wilhelm II und ist ein Werk des Bildhauers Walter Schott.

## Feste und Veranstaltungen
Auf dem Schlossplatz und dem angrenzenden Dern’schen Gelände findet an zehn Tagen im August jeden Jahres (vom zweiten Freitag im August bis zum übernächsten Sonntag) die Rheingauer Weinwoche statt. Dieses Wiesbadener Weinfest bezeichnet sich selbst gern als „längste Weintheke der Welt“ und ist gemessen an der Anzahl der verschiedenen Winzerstände (97) und an den verschiedenen ausgeschenkten Weinen (über 1000) tatsächlich das weltweit größte Weinfest.

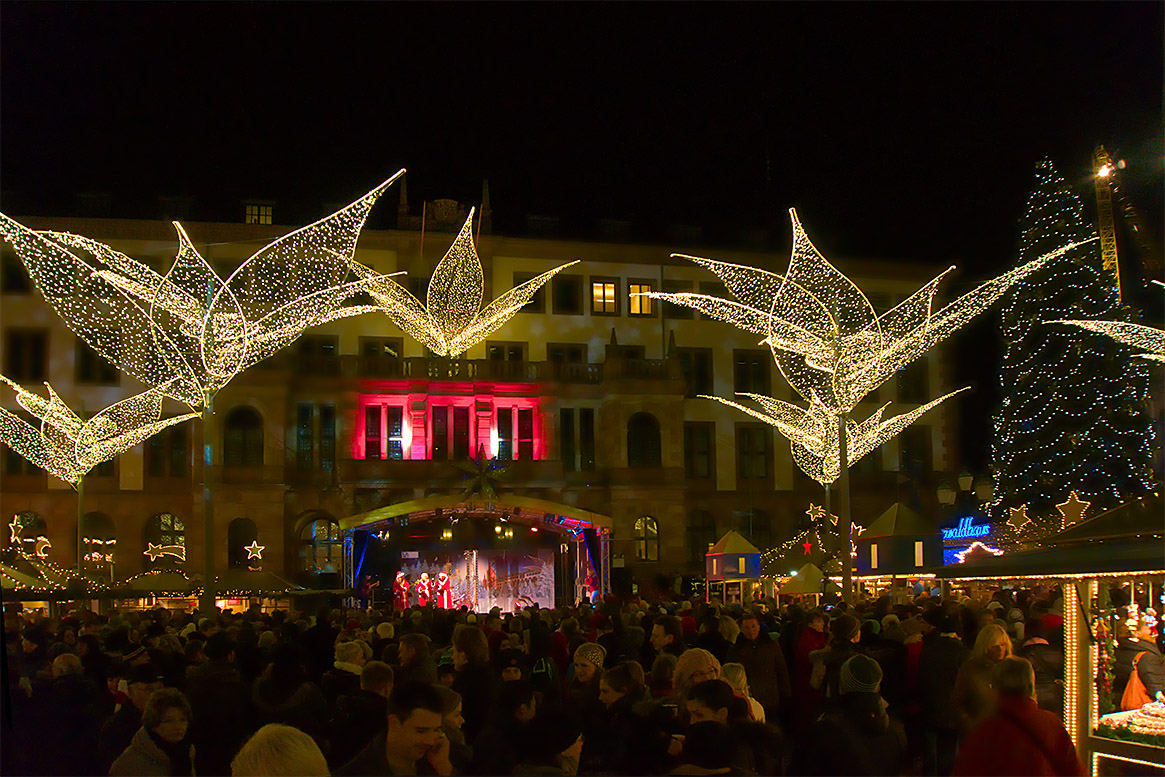
Sternschnuppenmarkt, Neues Rathaus

Seit 2002 findet dort in der Adventszeit der jährliche Sternschnuppenmarkt statt (vom Dienstag nach Totensonntag bis zum 23. Dezember).
Regelmäßig wird auch das seit 1975 sein traditionelle Internationale Sommerfest, das Stadtfest sowie die Karnevalsumzug auf dem Platz ausgerichtet.
Als zentraler Ort vor dem Wiesbadener Rathaus und dem Hessischen Landtag wird der Schlossplatz zudem häufig auch für andere (auch politische) Veranstaltungen genutzt. So dient der Schlossplatz bei Demonstrationen in der Hessischen Landeshauptstadt meist als Ziel bzw. Ort der Schlussveranstaltung.
Wenn wegen einer anderen Veranstaltung der Platz auf dem hinter dem Neuen Rathaus liegenden Dern’schen Gelände besetzt ist, wird der jeden Mittwoch- und Samstagvormittag veranstaltete Wiesbadener Wochenmarkt auf dem Schlossplatz verlegt.